# Лаакконен, Сами
Сами Антти Юхани Лаакконен (род. 24 февраля 1974, Варкаус, Финляндия) — финский хоккеист с мячом, чемпион мира.

## Карьера
Сами Лаакконен начал играть в хоккей с мячом в родном Варкаусе в составе «ВП-35». За пять сезонов четырежды становился чемпионом Финляндии.
В 1997 году С.Лаакконен переезжает в Швецию. Пять сезонов он проводит в рядах одного из лидеров шведского бенди —- «Ветланде». Но эти годы не столь удачными: команда даже покидала высшую лигу. Следующие два сезона Сами провёл в рядах другого шведского клуба бенди — «Венерсборге». Но и в этом клубе он не снискал лавров чемпиона.
С 2004 года С.Лаакконен играет в российской Суперлиге. В сезоне 2004/05 «Водник» за один сезон выигрывает все трофеи, которые могут быть завоеваны клубной командой за один сезон — титул национального чемпиона, национальный кубок, Кубок мира, Кубок европейских чемпионов и коммерческий Кубок чемпионов. Но в конце сезона команда оказывается на грани развала. Лаакконен переезжает в Красногорск. В составе «Зоркого» финский нападающий становится дважды становится вице-чемпионом России. В 2009 году Сами Лаакконен переехал в Казань. «Динамо-Казань» в эти годы выигрывает несколько национальных трофеев, в том числе золото, национальный кубок и кубок мира.
Привлекается в сборную Финляндии, в составе которой был чемпионом 2004 года. Именно его золотой гол в дополнительное время финального матча против сборной Швеции принёс финнам первые в истории золотые медали.

## Достижения
Чемпионат мира

 Чемпион мира 2004.

 Вице-чемпион мира 1999, 2011, 2016.

 Бронзовый призёр 2001, 2006, 2007, 2008, 2009.
Чемпионат Финляндии

 Чемпион Финляндии 1993, 1994, 1995, 1996.

 Бронзовый призёр чемпионата Финляндии 1997.
Чемпионат России

 Чемпион России 2005, 2011.

 Вице-чемпион России 2007, 2008, 2012.

 Бронзовый призёр России 2013, 2014.

 Обладатель Кубка России 2005-весна, 2009, 2013.

 Финалист Кубка России 2006, 2007, 2011.
- Лучший бомбардир сезона 2011.
- Включался в список 22 лучших игроков сезона 2008, 2009, 2012.

Прочие

 Обладатель Кубка Мира 2004, 2010.

 Обладатель Кубка европейских чемпионов 2004.

 Обладатель Кубка чемпионов 2004.

### Статистика выступлений в чемпионатах и Кубках России
| Сезон     | Клуб                   | Чемпионат | Чемпионат | Чемпионат | Чемпионат | Чемпионат | Кубок | Кубок | Кубок | Кубок | Кубок |
| Сезон     | Клуб                   | И         | М         | П         | О         | Ш         | И     | М     | П     | О     | Ш     |
| --------- | ---------------------- | --------- | --------- | --------- | --------- | --------- | ----- | ----- | ----- | ----- | ----- |
| 2004/2005 | Водник (Архангельск)   | 24        | 26        | 3         | 29        | 10        | 9     | 15    | 3     | 18    | 0     |
| 2005/2006 | Зоркий (Красногорск)   | 22        | 48        | 5         | 53        | 15        | 8     | 20    | 3     | 23    | 10    |
| 2006/2007 | Зоркий (Красногорск)   | 30        | 58        | 8         | 66        | 45        | 14    | 24    | 6     | 30    | 25    |
| 2007/2008 | Зоркий (Красногорск)   | 26        | 60        | 7         | 67        | 20        | 15    | 27    | 7     | 34    | 20    |
| 2008/2009 | Зоркий (Красногорск)   | 28        | 52        | 1         | 53        | 50        | 7     | 13    | 2     | 15    | 0     |
| 2009/2010 | Динамо-Казань (Казань) | 23        | 28        | 7         | 35        | 9         | 15    | 4     | 19    | 10    | 0     |
| 2010/2011 | Динамо-Казань (Казань) | 32        | 57        | 4         | 61        | 50        | 9     | 19    | 2     | 21    | 0     |
| 2011/2012 | Динамо-Казань (Казань) | 26        | 54        | 13        | 67        | 60        | 8     | 24    | 4     | 28    | 0     |
| 2012/2013 | Динамо-Казань (Казань) | 24        | 32        | 7         | 39        | 20        | 6     | 13    | 1     | 14    | 0     |
| 2013/2014 | Динамо-Казань (Казань) | 31        | 32        | 4         | 36        | 50        | 14    | 20    | 2     | 22    | 0     |
| Всего     | 10 сезонов             | 266       | 447       | 59        | 506       | 320       | 99    | 190   | 33    | 223   | 65    |

### В чемпионатах России забивал мячи в ворота 20 команд
```
 1.Волга               = 38 мячей 11.Сибсельмаш        = 22
 2.Родина              = 36       12.Зоркий            = 21
 3.СКА-Нефтяник        = 35       13.Динамо-Казань     = 19
 4-5.Кузбасс           = 33       14-15.Локомотив О.   = 18
 4-5.Динамо М          = 33       14-15.Енисей         = 18
 6-7.Уральский трубник = 30       16.Строитель С.      = 16
 6-7.Байкал-Энергия    = 30       17.Металлург Б.      =  4
 8-9.Старт             = 29       18-20.СКА-Забайкалец =  3
 8-9.Водник            = 29       18-20.Лесохимик      =  3
10.Мурман              = 27       18-20.Саяны          =  3
```

### В чемпионатах России количество мячей в играх
по 1 мячу забивал  в 76 играх
 
по 2 мяча забивал  в  68 играх
  
по 3 мяча забивал  в  44 играх
  
по 4 мяча забивал  в   23 играх
 
по 5 мячей забивал  в   1 игре
 
по 6 мячей забивал  в   1 игре
 
Свои 447 мячей забросил в 213 играх, в 53 играх мячей не забивал.
Ссылки
- Статистика на сайте ФХМР
- С.Лаакконен на сайте Динамо (Казань)
- Статистика на сайте bandysidan.nu